# Море Уэдделла
Мо́ре Уэ́дделла (устар. мо́ре Ве́деля; англ. Weddell Sea; известно также как море Георга IV, англ. George IV Sea) — окраинное море атлантического сектора Южного океана, у берегов Западной Антарктиды, между Антарктическим полуостровом на западе и Землёй Котса на востоке. Большую часть времени покрыто льдом, среднемесячные температуры зимой у южного побережья опускаются ниже −30 °C. Названо в честь английского мореплавателя Джеймса Уэдделл известного своими путешествиями по Южному океану

## География и гидрография
Северная граница моря Уэдделла проходит вдоль линии, соединяющей южные берега Южных Оркнейских и Южных Сандвичевых островов. На западе и юге море ограничено побережьем Антарктиды до мыса Норвегия (Антарктический полуостров и фронтальные барьеры шельфовых ледников Фильхнера и Ронне), а на востоке — Землёй Котса и линией, соединяющей мыс Норвегия с юго-западной оконечностью архипелага Саутерн-Туле. На востоке граничит с морем Лазарева, на севере — с морем Скоша. Площадь, согласно Британской энциклопедии, около 2,8 млн км²; согласно Большой российской энциклопедии, более 2,9 млн км². Море разделено между Аргентинской, Британской и Чилийской антарктическими территориями.
Рельеф дна может быть разделён на континентальный шельф, материковый склон и собственно ложе. Антарктический континентальный шельф, обычно достаточно узкий, у берегов Антарктического полуострова достигает в ширину до 150 миль (240 км), а вдоль южной оконечности моря Уэдделла — 300 миль (480 км). В этом районе на шельф выходят ледники Фильхнера и Ларсена. Эта часть моря характеризуется глубинами до 300—500 м и неровным рельефом дна; граница между шельфом и материковым склоном пролегает на глубинах около 500 м. В районе Берега Луитпольда и Земли Котса шельф намного уже и обрывается в глубокий жёлоб, простирающийся на юго-запад до шельфа Фильхнера и, возможно, дальше до ледников на западе гор Пенсакола. Материковый склон в западной и юго-восточной части моря крутой, на юге — более пологий и ровный. Ложе моря Уэдделла образовано расчленённой равниной, к северо-востоку понижающейся до глубин 5000 м; глубины над отдельными возвышенностями могут уменьшаться до 1000—1100 м. Максимальная глубина — 6820 м. Приливы полусуточные высотой у побережья около метра, в открытом море до 2 метров.
Для моря Уэдделла характерна антарктическая гидрологическая структура вод с разделением на антарктические поверхностные, глубинные и придонные. В зимнее время подо льдом температура составляет −1,8 … −1,9 °C, солёность 34,4—34,6 ‰. В летние месяцы для поверхностных слоёв характерна почти повсеместная температура −1,5 °C и солёность от 33,5 ‰ на севере и в центральной зоне до 34,5 ‰ близ побережья. Поверхностные воды характеризует выраженная циклоническая циркуляция со скоростью течений до 0,2 м/с. Преобладающее направление течений — юго-западное вдоль Земли Котса и северное вдоль Антарктического полуострова, до места встречи с Антарктическим циркумполярным течением. Значительная часть мировых холодных придонных течений берёт своё начало в море Уэдделла.

### Климат
Климат в районе моря Уэдделла суровый. В зимние месяцы среднемесячные температуры на юге моря падают до −32 … −33 °C, у Южных Оркнейских островов до −10 °C. Среднемесячные летние температуры составляют 0 °C на севере и −6 … −8 °C у южного побережья. В южной и центральной частях моря преобладают устойчивые восточные и юго-восточные ветры, вдоль северной оконечности — восточные и западные с одинаковой повторяемостью. Скорость этих ветров обычно составляет 6—8 м/с, но часто достигает штормовой силы. Осенью и зимой в этом регионе формируются устойчивые глубокие циклоны, в летний период смещающиеся на северо-восток. В это время над морем из-за вторжения масс материкового холодного воздуха формируются антициклональные ядра.

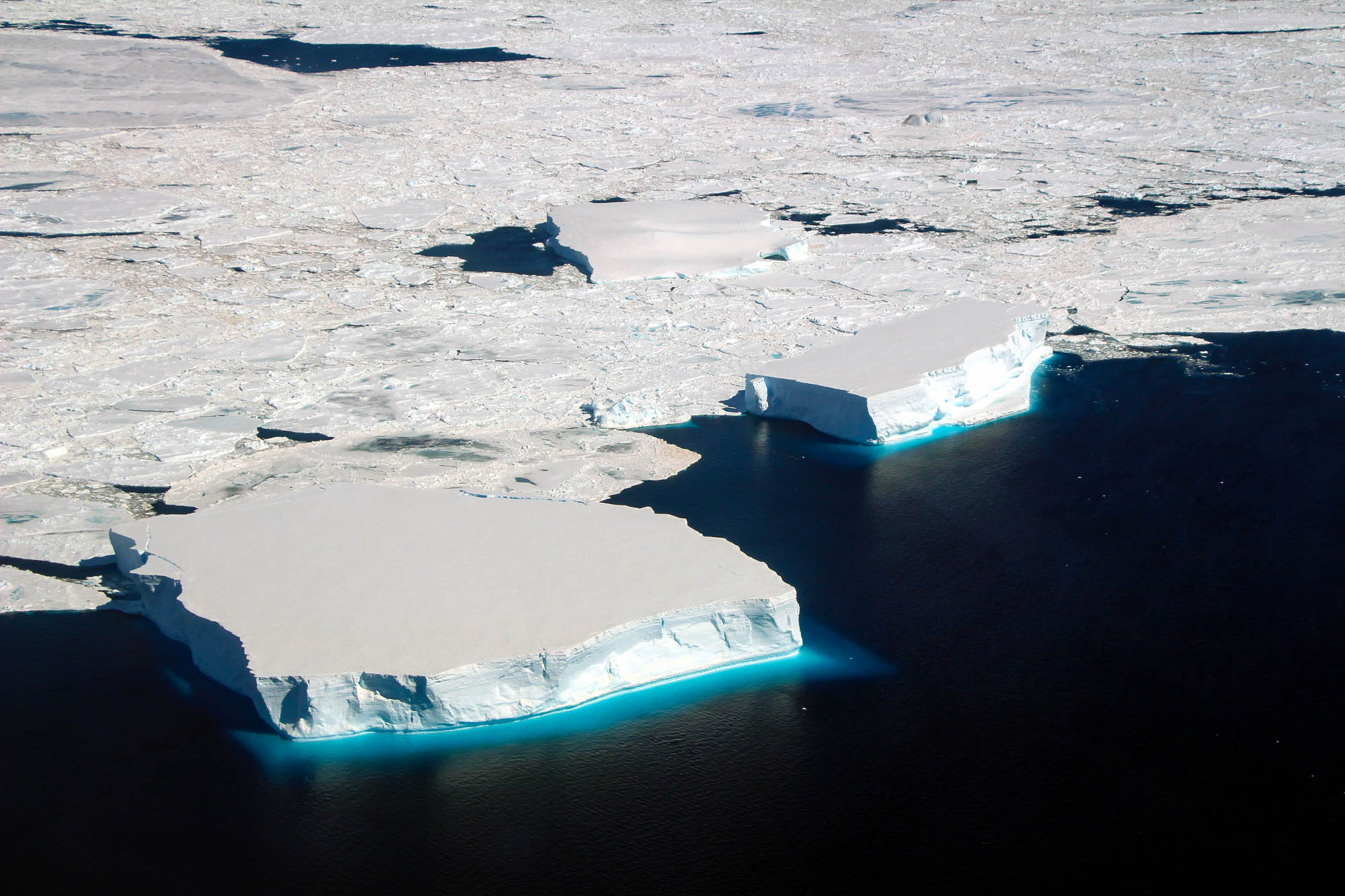
Столовые айсберги в северной части моря

Льды в море наблюдаются круглогодично, в зимнее время толщина дрейфующих льдов с торосами может составлять 10 м. Граница пакового льда в начале лета в западной и центральной частях моря обычно достигает 60° южной широты. В ходе последней ледниковой эпохи, около 25 тысяч лет назад, толщина материкового льда на юге моря Уэдделла, в районе ледников Фильхнера и Ронне, была предположительно больше на 1 км, а сам ледовый щит простирался на 400 км дальше к северу. После окончания ледниковой эпохи в результате отступления льдов образовались так называемые ледовые поднятия (англ. ice rises), представляющие собой изолированные ледовые шапки — среди них острова Беркнер и Корф.

## Живая природа
Фауна моря Уэдделла характерна для антарктического региона. Воды моря изобилуют крилем, обеспечивающим питание для усатых китов, тюленей и пингвинов; те в свою очередь привлекают крупных хищников. На дне моря находится крупнейшее в мире нерестилище рыб площадью 240 км², состоящее примерно из 60 млн гнёзд китовых белокровок.
Типичные обитатели моря — тюлень Уэдделла и тюлень-крабоед. Последний в свою очередь представляет собой объект охоты для крупного хищного морского леопарда. Пингвины в основном представлены небольшим пингвином Адели, хотя на острове Сноу-Хилл обнаружена также колония императорских пингвинов. На тюленей и пингвинов охотятся косатки. Среди усатых китов, привлекаемых стаями криля, — преимущественно малый полосатик и горбатый кит, однако встречаются также синий кит, южный гладкий кит, сейвал, финвал и кашалот.
В море Уэдделла также обитают буревестникообразные птицы, из ихтиофауны встречаются ледяная рыба, макрурусы, южная путассу.

## История исследования

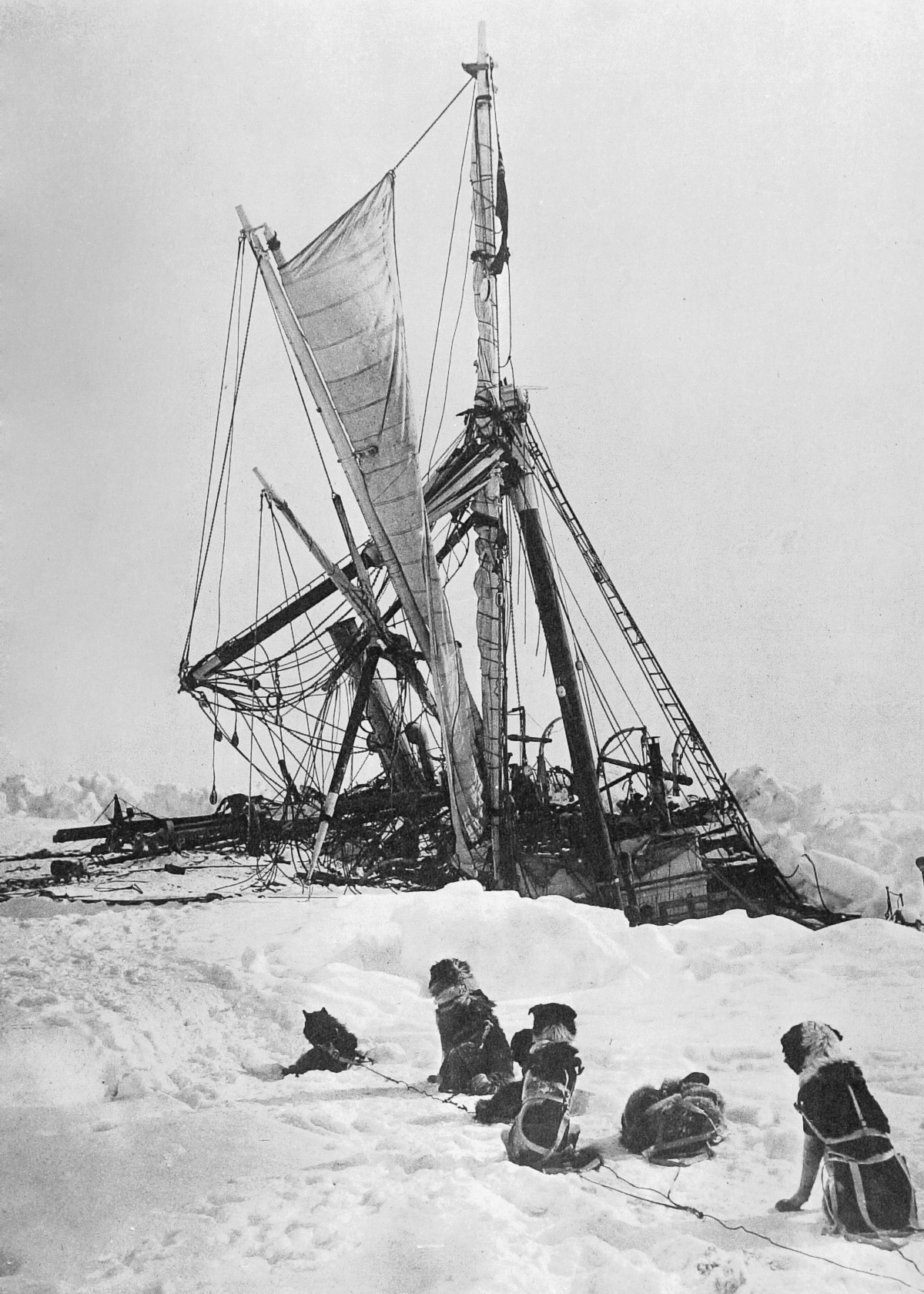
Баркентина «Эндьюранс», затёртая льдами

В 1820 году паковые льды остановили торговый бриг Williams северо-восточнее Земли Грейама и русскую антарктическую экспедицию у южного побережья Южных Сандвичевых островов. 20 февраля 1823 года британская экспедиция Дж. Уэдделла на бриге Jane обнаружила открытый канал на юго-восток от Южных Оркнейских островов и достигла по нему координат 74°15′ ю. ш. 34°17′ з. д.. Обнаруженному бассейну Уэдделл дал имя «море Георга IV»; в 1900 году море переименовано в честь его первооткрывателя.
Суровый климат и почти постоянные льды затрудняют океанографические исследования моря Уэдделла. Первые подобные исследования предприняты в 1902—1904 годах на борту барка Scotia Шотландской антарктической экспедицией. В 1910—1912 годах Германской антарктической экспедицией был картографирован Берег Луитпольда и обнаружен шельфовый ледник, впоследствии получивший имя руководителя экспедиции В. Фильхнера. В начале 1915 года паковыми льдами у Берега Луитпольда был затёрто судно «Эндьюранс» Имперской трансантарктической экспедиции под руководством Э. Шеклтона. Несмотря на гибель судна, его экипаж спасся и был в дальнейшем снят с острова Элефант в Южном Шетландском архипелаге.
С развитием современного ледокольного флота и созданием плавучих ледовых станций изучение моря Уэдделла стало более активным. В середине 1950-х годов вдоль его южного и юго-восточного побережья в рамках Международного геофизического года открыт ряд исследовательских баз. В море Уэдделла осенью 1986 года учёными на борту немецкого судна «Полярштерн» отмечена максимальная величина относительной прозрачности (79 м), что почти соответствует прозрачности дистиллированной воды. Теоретически в дистиллированной воде диск Секки должен исчезать на глубине 80 м.
В 1992 году в западной части моря на льдине действовала дрейфующая советско-американская станция Уэдделл-1, на которой проводился широкий спектр работ по изучению ледяного покрова моря, гидрохимической структуры воды, морской флоры и фауны.